# 温克尔巴赫
温克尔巴赫是德国莱茵兰-普法尔茨州的一个市镇。总面积1.34平方公里，总人口233人，其中男性116人，女性117人（2011年12月31日），人口密度174人/平方公里。